# Gran Premio del Portogallo 1960
Il Gran Premio del Portogallo 1960 si è svolto domenica 14 agosto 1960 sul circuito Boavista a Porto (Portogallo). La gara è stata vinta da Jack Brabham su Cooper seguito dal compagno di squadra Bruce McLaren e da Jim Clark su Lotus.

## Qualifiche
| Pos | N° | Pilota                 | Auto            | Squadra                   | Tempo   | Distacco |
| --- | -- | ---------------------- | --------------- | ------------------------- | ------- | -------- |
| 1   | 18 | John Surtees           | Lotus-Climax    | Team Lotus                | 2:25.56 | -        |
| 2   | 24 | Dan Gurney             | BRM             | Owen Racing Organisation  | 2:25.63 | +0.07    |
| 3   | 2  | Jack Brabham           | Cooper-Climax   | Cooper Car Company        | 2:26.05 | +0.49    |
| 4   | 12 | Stirling Moss          | Lotus-Climax    | RRC Walker Racing Team    | 2:26.19 | +0.63    |
| 5   | 22 | Graham Hill            | BRM             | Owen Racing Organisation  | 2:27.11 | +1.55    |
| 6   | 4  | Bruce McLaren          | Cooper-Climax   | Cooper Car Company        | 2:27.44 | +1.88    |
| 7   | 16 | Innes Ireland          | Lotus-Climax    | Team Lotus                | 2:27.52 | +1.96    |
| 8   | 14 | Jim Clark              | Lotus-Climax    | Team Lotus                | 2:28.36 | +2.80    |
| 9   | 28 | Wolfgang von Trips     | Ferrari         | Scuderia Ferrari          | 2:28.40 | +2.84    |
| 10  | 26 | Phil Hill              | Ferrari         | Scuderia Ferrari          | 2:28.42 | +2.86    |
| 11  | 30 | Masten Gregory         | Cooper-Maserati | Scuderia Centro Sud       | 2:29.16 | +3.60    |
| 12  | 6  | Tony Brooks            | Cooper-Climax   | Yeoman Credit Racing Team | 2:32.12 | +6.56    |
| 13  | 20 | Jo Bonnier             | BRM             | Owen Racing Organisation  | 2:33.34 | +7.78    |
| 14  | 8  | Olivier Gendebien      | Cooper-Climax   | Yeoman Credit Racing Team | 2:33.73 | +8.17    |
| 15  | 32 | Mario Araujo de Cabral | Cooper-Maserati | Scuderia Centro Sud       | 2:35.85 | +10.29   |

## Gara
Fu il primo podio in carriera per Jim Clark nonostante una Lotus riparata con difficoltà in seguito all'incidente nelle prove. Dal momento che molte scuderie inglesi non prenderanno il via del Gran Premio d'Italia, di fatto Jack Brabham si laurea campione del mondo per la seconda volta consecutiva anche se, mancando due gare, tecnicamente Bruce McLaren non è ancora aritmeticamente tagliato fuori dalla lotta mondiale. da quel momento in poi bisognerà aspettare altri 26 anni per rivedere un pilota di formula 1 difendere il titolo mondiale piloti e ci riuscirà il pilota della mclaren alain prost in australia nel 1986.

### Risultati
I risultati del GP sono stati i seguenti:
| Pos | N° | Pilota                 | Costruttore/Motore | Giri | Tempo/Ritiro | Griglia | Punti |
| --- | -- | ---------------------- | ------------------ | ---- | ------------ | ------- | ----- |
| 1   | 2  | Jack Brabham           | Cooper-Climax      | 55   | 2:19:00.03   | 3       | 8     |
| 2   | 4  | Bruce McLaren          | Cooper-Climax      | 55   | +57.97       | 6       | 6     |
| 3   | 14 | Jim Clark              | Lotus-Climax       | 55   | +1:53.23     | 8       | 4     |
| 4   | 28 | Wolfgang von Trips     | Ferrari            | 55   | +1:58.81     | 9       | 3     |
| 5   | 6  | Tony Brooks            | Cooper-Climax      | 49   | +6 giri      | 12      | 2     |
| 6   | 16 | Innes Ireland          | Lotus-Climax       | 48   | +7 giri      | 7       | 1     |
| 7   | 8  | Olivier Gendebien      | Cooper-Climax      | 46   | +9 giri      | 14      |       |
| SQ  | 12 | Stirling Moss          | Lotus-Climax       | 51   | Squalificato | 4       |       |
| Rit | 32 | Mario Araujo de Cabral | Cooper-Maserati    | 38   | Incidente    | 15      |       |
| Rit | 18 | John Surtees           | Lotus-Climax       | 37   | Radiatore    | 1       |       |
| Rit | 26 | Phil Hill              | Ferrari            | 30   | Incidente    | 10      |       |
| Rit | 24 | Dan Gurney             | BRM                | 25   | Motore       | 2       |       |
| Rit | 30 | Masten Gregory         | Cooper-Maserati    | 21   | Cambio       | 11      |       |
| Rit | 22 | Graham Hill            | BRM                | 9    | Cambio       | 5       |       |
| Rit | 20 | Jo Bonnier             | BRM                | 6    | Motore       | 13      |       |

## Statistiche

### Piloti
- 2º titolo Mondiale per Jack Brabham
- 7° vittoria per Jack Brabham
- 1° pole position e 1º giro più veloce per John Surtees
- 1° podio per Jim Clark
- 10° podio per Jack Brabham

### Costruttori
- 13° vittoria per la Cooper

### Motori
- 14ª vittoria per il motore Climax

### Giri al comando
- Dan Gurney (1-10)
- John Surtees (11-35)
- Jack Brabham (36-55)

## Classifiche Mondiali

### Piloti
| Pos | Pilota             | Punti |
| --- | ------------------ | ----- |
| 1   | Jack Brabham       | 40    |
| 2   | Bruce McLaren      | 33    |
| 3   | Innes Ireland      | 12    |
| 4   | Stirling Moss      | 11    |
| 5   | Olivier Gendebien  | 10    |
| 6   | Jim Rathmann       | 8     |
|     | Wolfgang von Trips | 8     |
|     | Jim Clark          | 8     |
| 9   | Tony Brooks        | 7     |
|     | Phil Hill          | 7     |
| 11  | Rodger Ward        | 6     |
|     | Cliff Allison      | 6     |
|     | John Surtees       | 6     |
| 14  | Graham Hill        | 4     |
|     | Paul Goldsmith     | 4     |
| 16  | Carlos Menditeguy  | 3     |
|     | Don Branson        | 3     |
|     | Henry Taylor       | 3     |
| 19  | Johnny Thomson     | 2     |
|     | Jo Bonnier         | 2     |
|     | Richie Ginther     | 2     |
| 22  | Eddie Johnson      | 1     |
|     | Ron Flockhart      | 1     |
|     | Lucien Bianchi     | 1     |

### Costruttori
| Pos | Team            | Punti   |
| --- | --------------- | ------- |
| 1   | Cooper-Climax   | 48 (54) |
| 2   | Lotus-Climax    | 28 (29) |
| 3   | Ferrari         | 19      |
| 4   | BRM             | 6       |
| 5   | Cooper-Maserati | 3       |